# Brokeback Mountain (Theaterstück)
Brokeback Mountain ist ein Theaterstück von Ashley Robinson nach der gleichnamigen Kurzgeschichte von Annie Proulx. Das Stück feierte seine Uraufführung am 18. Mai 2023 im @sohoplace im Londoner West End.

## Handlung

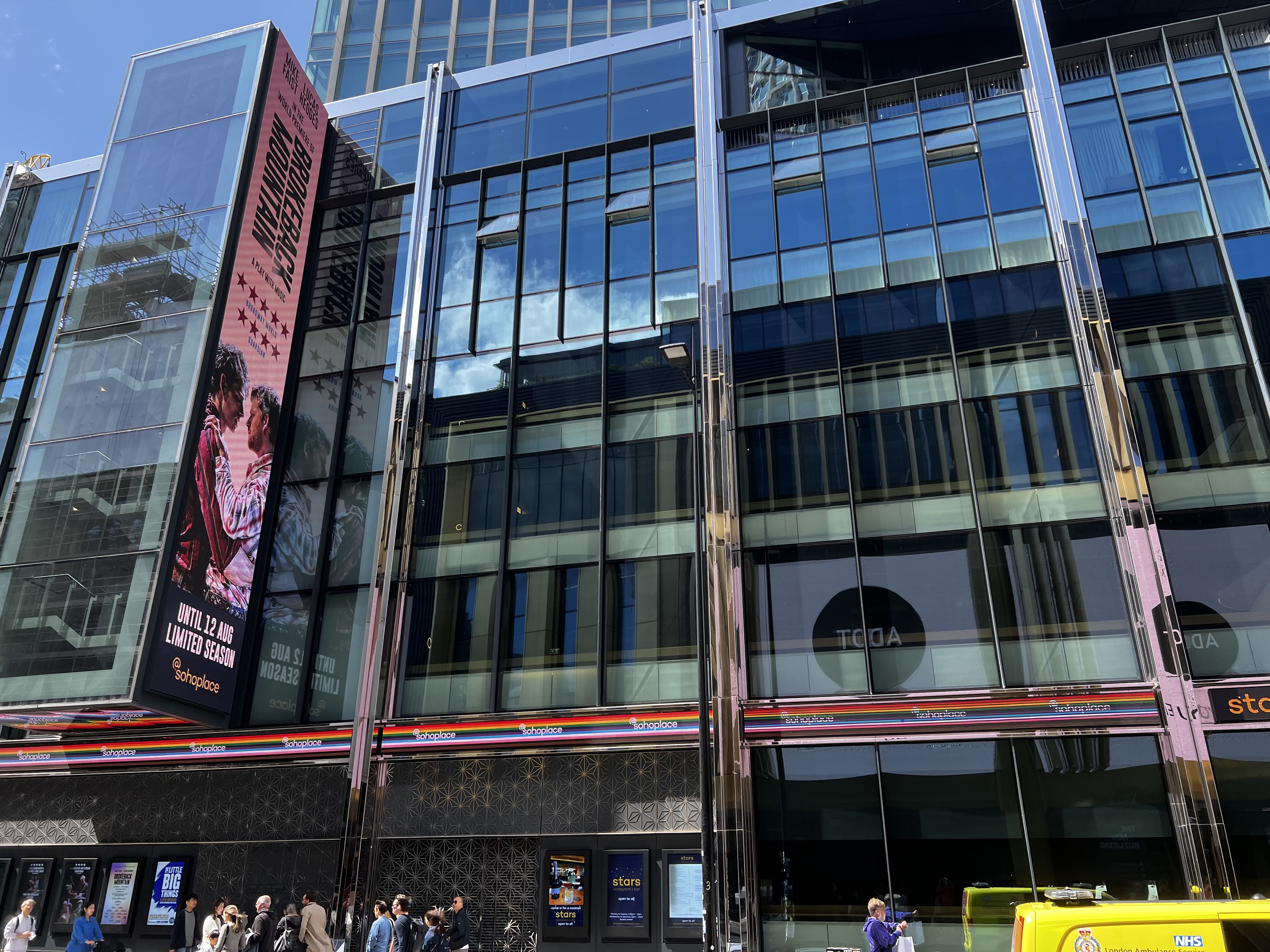
Fassade des @sohoplace mit Werbung für Brokeback Mountain (Juli 2023)

Erzählt wird in dem Theaterstück die Geschichte der Beziehung zwischen den beiden Cowboys Ennis Del Mar und Jack Twist, die auf dem abgelegenen Brokeback Mountain Arbeit finden und dort Gefühle füreinander entwickeln. Ort der Handlung ist der US-Bundesstaat Wyoming in der Zeit von 1963 bis 1983.

## Hintergrund
Das Theaterstück basiert auf der Kurzgeschichte Brokeback Mountain, ursprünglich 1997 von Annie Proulx veröffentlicht. In der Folge entstanden 2005 der Oscar-prämierte Film Brokeback Mountain und 2014 die gleichnamige Oper.
Für die Umsetzung als Theaterstück von Ashley Robinson wurden Mike Faist (BAFTA-nominiert für West Side Story) und Lucas Hedges (u. a. Oscar-nominiert für Manchester by the Sea) als Hauptdarsteller engagiert. Für beide Schauspieler war es das Debüt im West End. Die Lieder des Stücks steuerte der englische Musiker Dan Gillespie Sells bei, Sänger und Gitarrist der Pop- und Softrockband The Feeling. Die Regie übernahm Jonathan Butterell und produziert wurde das Stück von Nica Burns mit Adam Blanshay Productions, Lambert Jackson Productions und Katy Lipson für Aria Entertainment. Burns, Butterell und Sells hatten zuvor schon einmal bei dem erfolgreichen Musical Everybody’s Talking About Jamie zusammengearbeitet. Für das Bühnen- und Kostümbild zeichnete Tom Pye verantwortlich, für die Beleuchtung David Finn und für den Ton Christopher Shutt. Zum Kreativteam gehörten zudem u. a. Shaheen Baig (Casting-Direktor), Phil Wilding (Produktionsleitung), Zeb Lalljee (Kostüme) und Lily Mollgaard (Requisite). Die Laufzeit im Westend wurde auf das Zeitfenster 10. Mai bis 12. August 2023 festgesetzt, wobei der 18. Mai als offizielle Premiere gilt und die vorherigen Aufführungen als Vorpremiere. Die Umsetzung von Sells' Country-Musik in dem 90 Minuten dauernden Stück oblag der Schottin Eddi Reader, die dabei von einer Band unterstützt wurde, der auch der Pedal-Steel-Gitarrist B. J. Cole angehörte.

## Rezeption
Angesichts der Leistung der beiden Hauptdarsteller der Verfilmung hätten sich Hedges und Faist „wacker geschlagen“, so Andrew Gans von The New York Times, der dabei Faist als „wirklich wunderbar“ noch einmal hervorhebt. Insgesamt habe die Adaption des US-amerikanischen Schriftstellers Ashley Robinson das Verständnis des Stoffes jedoch nicht vertieft. Die „nackten Knochen der Erzählung“ seien vorhanden, das „dramatisch notwendige Fleisch und Blut und Sehnen nicht“ (englisch The bare bones of the narrative are there; the dramatically necessary flesh and blood and sinew are not), urteilt Gans. Bei der britischen Internet-Zeitung The Independent wurde die Aufführung mit zwei von fünf Sternen bewertet und Jessie Thompson hielt schon in der Überschrift der Rezension fest, dass die „unsubtile Adaption“ ihre Stars „im Regen stehen“ lasse (englisch This unsubtle adaptation leaves its stars stranded).
Laut der Nachrichten- und Presseagentur Associated Press hat die Umsetzung gemischte Kritiken erhalten. Während die Inszenierung aus Sicht der Times of London unruhig schwele, anstatt Feuer zu fangen, sei das Stück für die Tageszeitung The Guardian von „destillierter Reinheit“. Auch die BBC hielt fest, dass Brokeback Mountain „mittelmäßige Kritiken“ erhalten habe.

## Kritik
Wie das LGBT-Onlinemagazin Queer.de berichtete, sei unter einem Instagram-Post des Theaters „vereinzelnd Kritik an der Besetzung von zwei mutmaßlich heterosexuellen Schauspielern“ in den Hauptrollen geäußert worden. Manche User hätten sich „schwule Darsteller gewünscht, da diese zu wenig Chancen bekommen würden, ihre Sexualität auf der Bühne zu repräsentieren“.